# Алтенкремпе
Алтенкремпе (њем. Altenkrempe) општина је у њемачкој савезној држави Шлезвиг-Холштајн. Једно је од 36 општинских средишта округа Остхолштајн. Према процјени из 2010. у општини је живјело 1.131 становника. Посједује регионалну шифру (AGS) 1055002.

## Географија
Алтенкремпе се налази у савезној држави Шлезвиг-Холштајн у округу Остхолштајн. Општина се налази на надморској висини од 3 метра. Површина општине износи 36,6 km².

## Становништво
У самом мјесту је, према процјени из 2010. године, живјео 1.131 становник. Просјечна густина становништва износи 31 становник/km².

## Међународна сарадња
| Мјесто | Држава | Врста сарадње | Од    |
| ------ | ------ | ------------- | ----- |
| Роне   | Данска | партнерство   | 1992. |
| Извор  |        |               |       |